# Sarajevski atentat
Sarajevski atentat é um filme de teuto-tcheco-iugoslavo de 1975 dirigido por Veljko Bulajić.
Foi selecionado como representante da Iugoslávia à edição do Oscar 1976, organizada pela Academia de Artes e Ciências Cinematográficas.

## Elenco
- Christopher Plummer - Francisco Fernando da Áustria-Hungria
- Florinda Bolkan - Sofia, duquesa de Hohenberg
- Maximilian Schell - Đuro Šarac
- Irfan Mensur - Gavrilo Princip
- Radoš Bajić - Nedeljko Čabrinović
- Ivan Vyskočil - Mehmed Mehmedbašić
- Libuše Šafránková - Yelena
- Otomar Korbelář - Francisco José I da Áustria